# 霍倫巴赫河 (烏爾夫特河支流)
50°34′37″N 6°28′26″E / 50.577009°N 6.473834°E

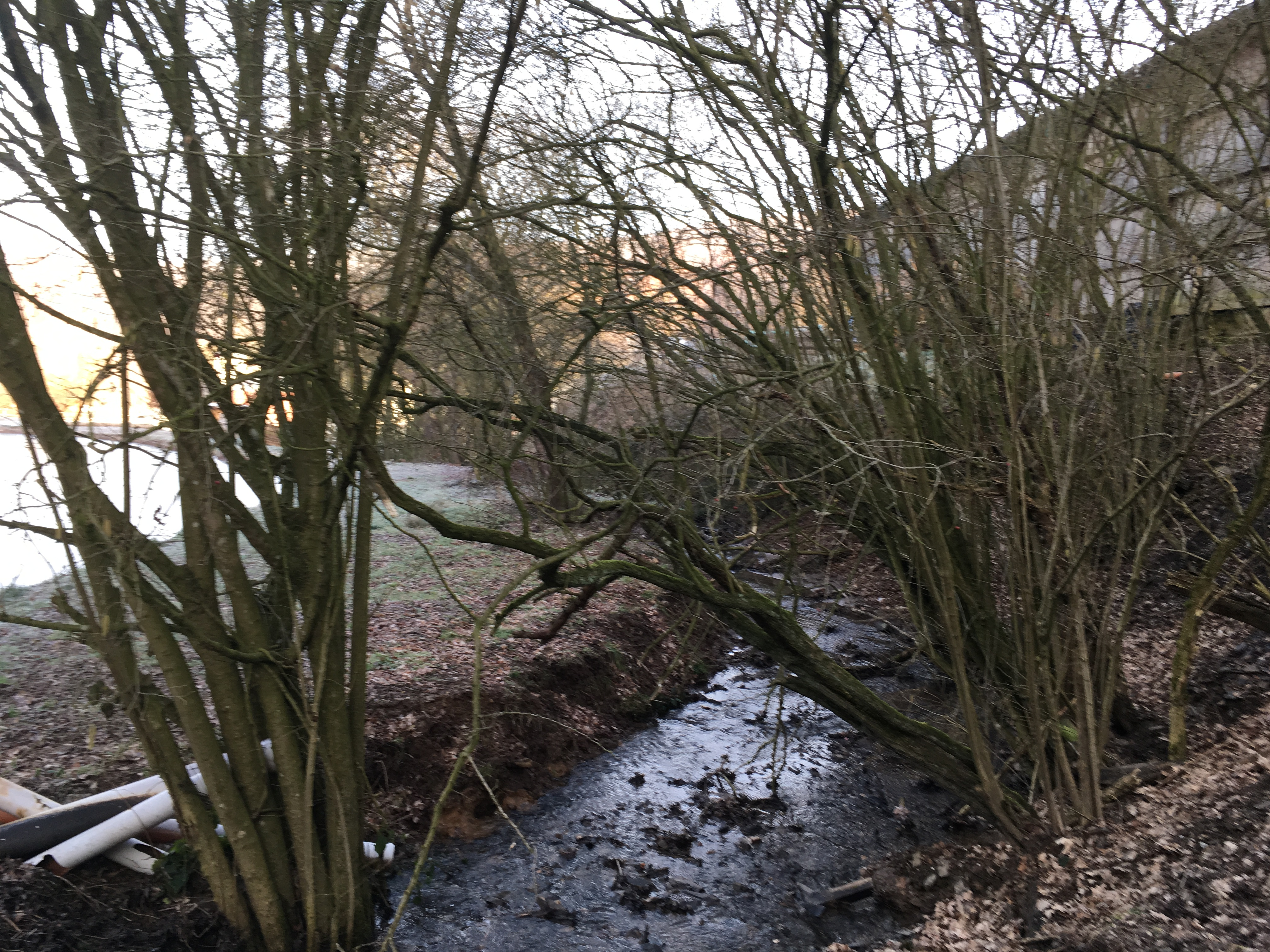

霍倫巴赫河（德語：Horrenbach），是德國的河流，位於該國西部，處於北萊茵-威斯特法倫州，屬於烏爾夫特河的左支流，河道全長1.8公里，流域面積1.1平方公里。